# Baños Széchenyi
Los Baños Széchenyi ( en húngaro: Széchenyi-gyógyfürdő ) de Budapest, capital de Hungría, son los mayores baños termales medicinales de Europa. El nombre que tienen recuerda a István Széchenyi.

## Características
Los principales componentes disueltos en estas aguas termales son; el sulfato de calcio, el magnesio y el bicarbonato así como una cantidad importante de flúor y ácido metabórico. Tales aguas están médicamente indicadas especialmente  para enfermedades degenerativas de las articulaciones, la inflamaciones crónicas y subagudas de las articulaciones y sub-aguda, así como para tratamientos posteriores de ortopedia y traumatología. Su agua es suministrada por dos fuentes de aguas termales, con temperaturas de 74 °C y 77 °C respectivamente. La temperatura del agua oscila entre los 18 °C, la más fría, y los 40 °C, la más caliente. 
Estos baños se encuentran en el Parque de la Ciudad, y sus edificios fueron construidos en 1913 en estilo neobarroco según los planes del arquitecto Győző Czigler. En ese momento tenían baños privados y secciones de baños de vapor que separaban a los hombres de las mujeres, así como una zona de baños públicos. 
El complejo fue ampliado en 1927 y, a la fecha, tiene al aire libre 3 piscinas y 15 piscinas cubiertas. Después de su expansión, el pozo artesiano termal inicial no pudo dar abasto con su propósito, por lo que fue perforado un nuevo pozo. La segunda fuente termal fue concretada en 1938.
Actualmente es posible el acceso del público a prácticamente todo el complejo, en donde toallas y trajes de baño pueden ser alquilados o comprados en el spa. Los fines de semana y días festivos la concurrencia es mayor que en los días de semana.
Estos baños también dan nombre a una estación de la línea amarilla M1 del Metro de Budapest.

## Galería

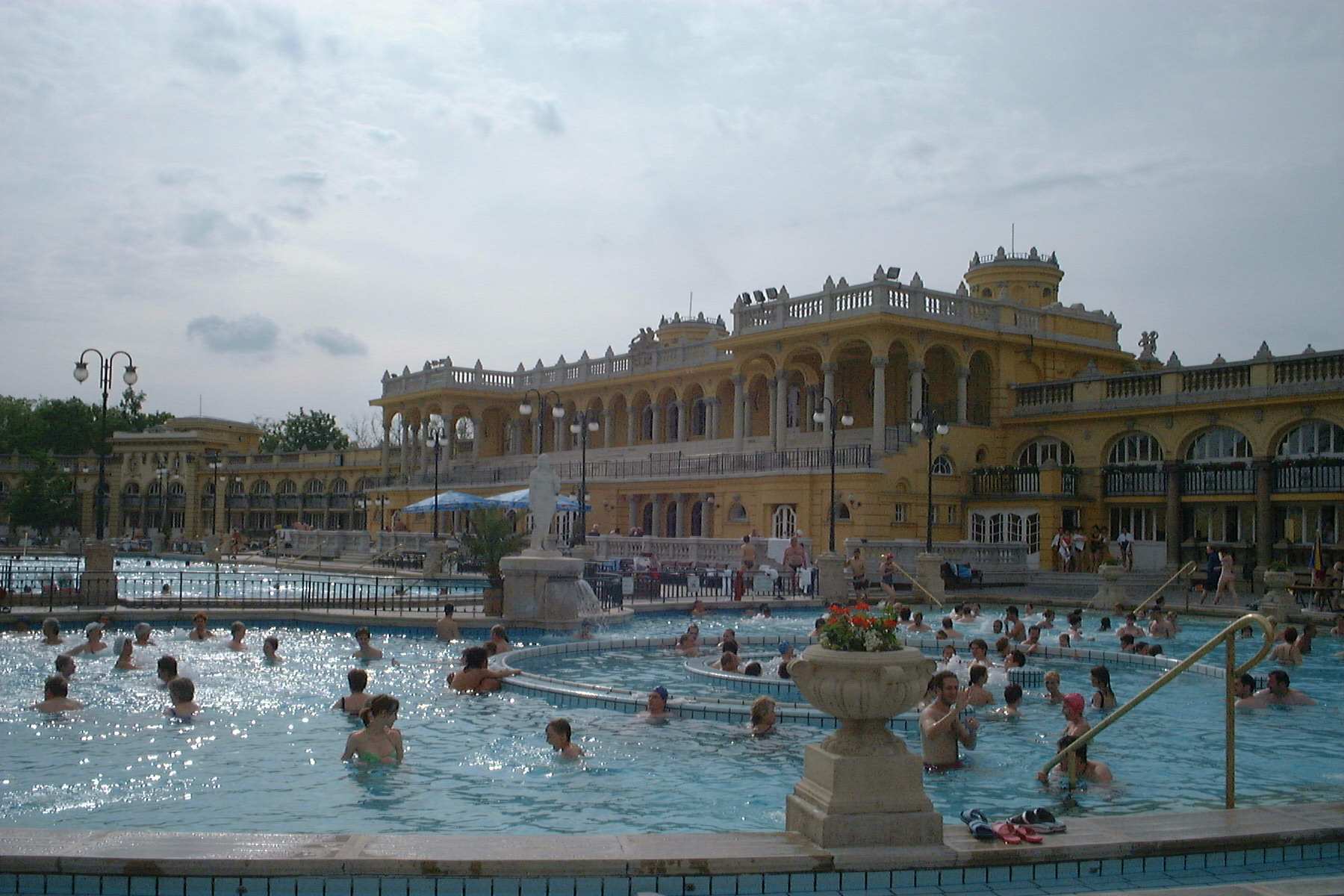
Los baños durante el día
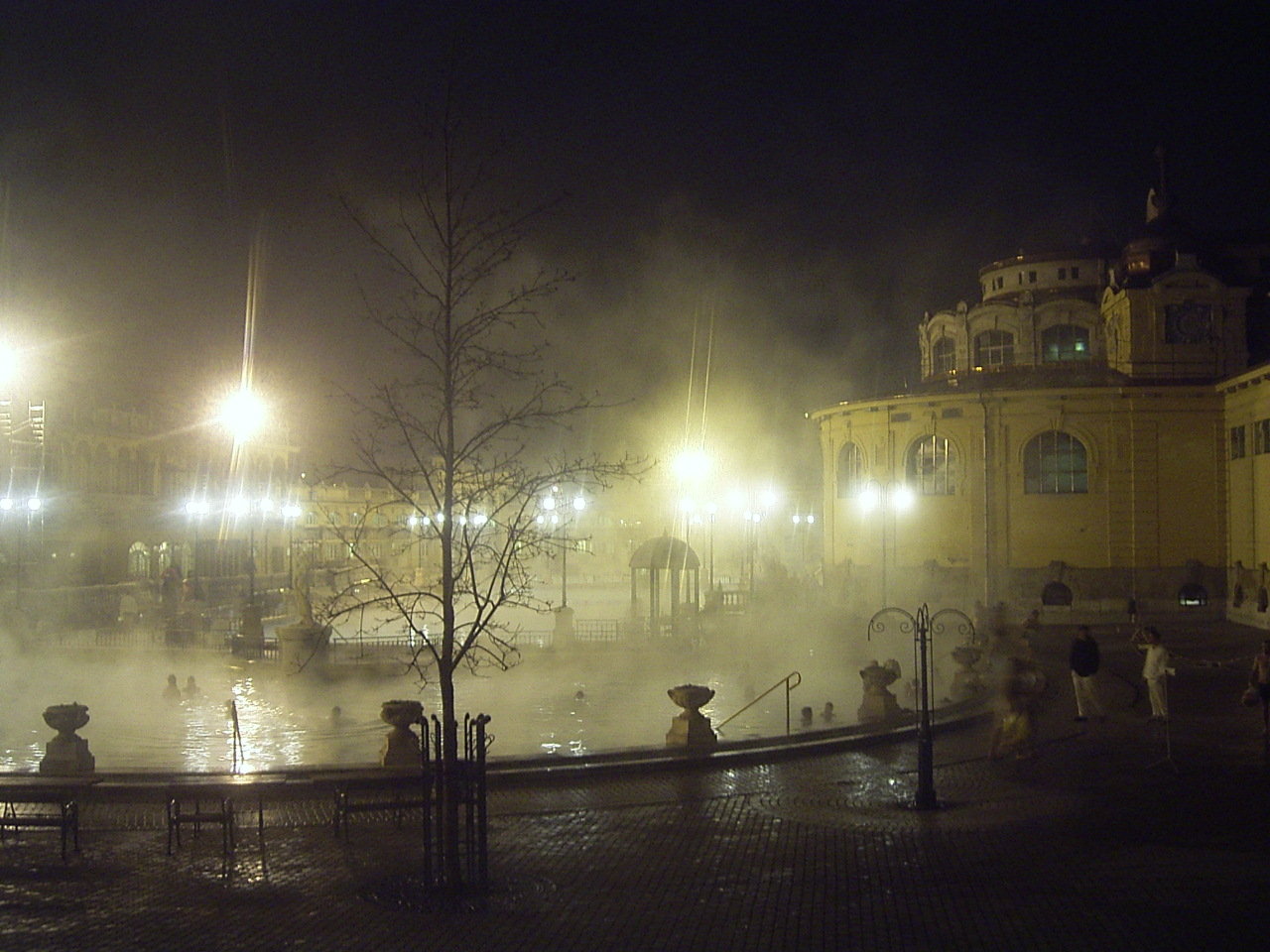
Los baños de noche
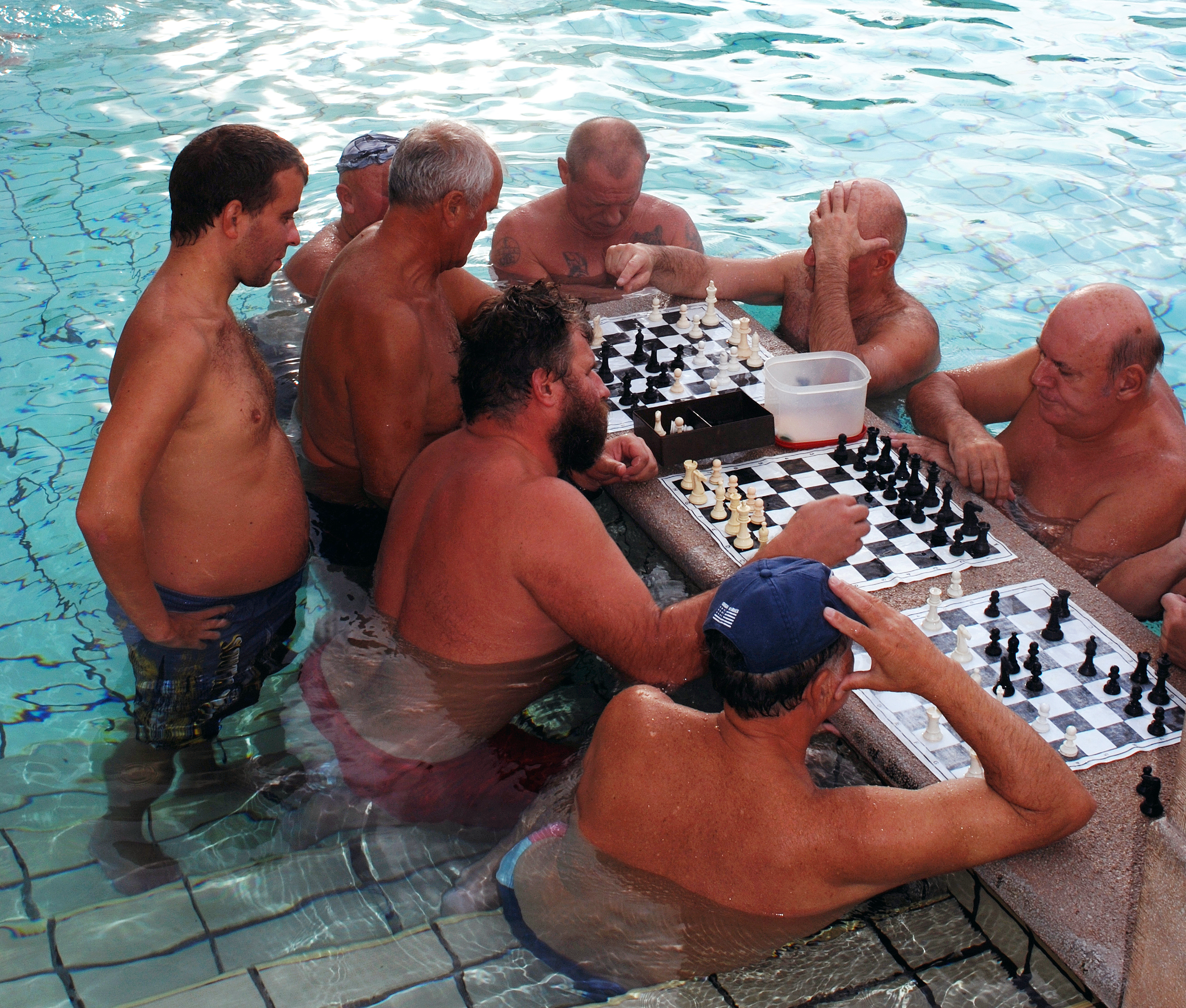
Ajedrez en la piscina
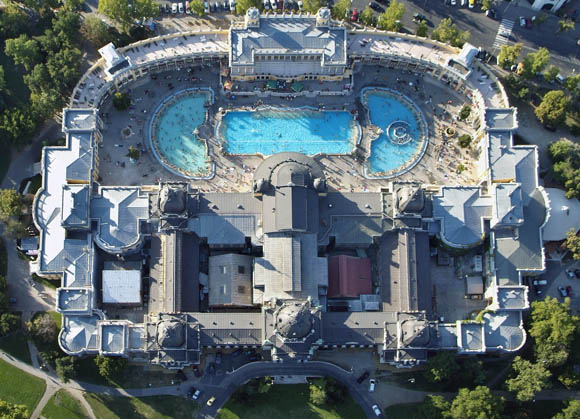
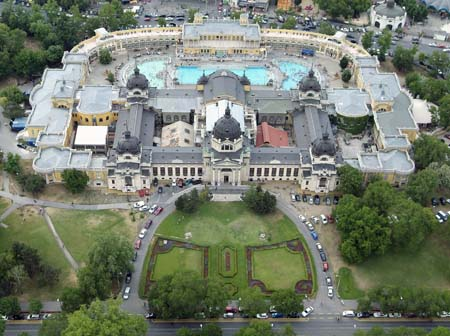
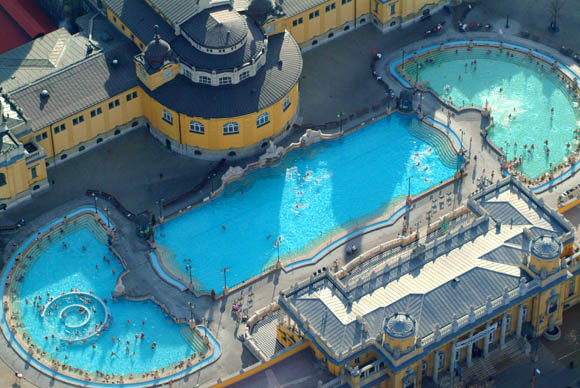
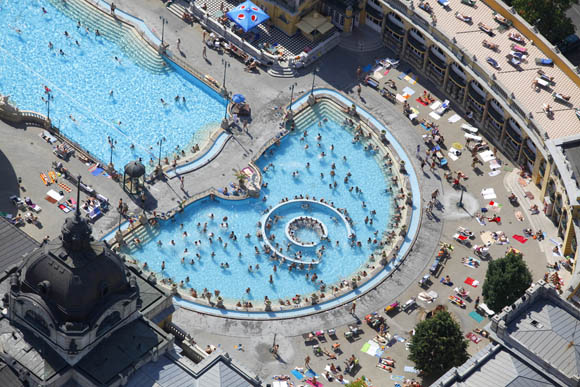
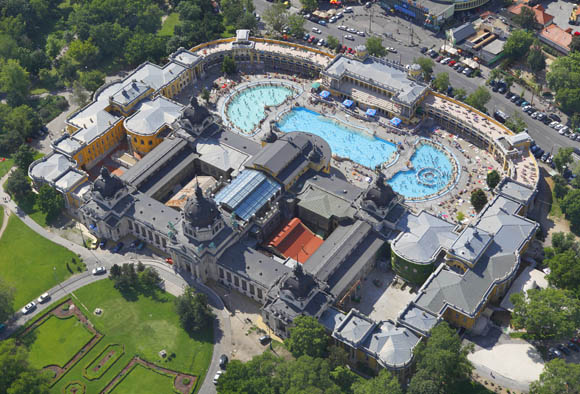

- Datos: Q194783
- Multimedia: Széchenyi Gyógyfürdő / Q194783